# Mercedes (namn)

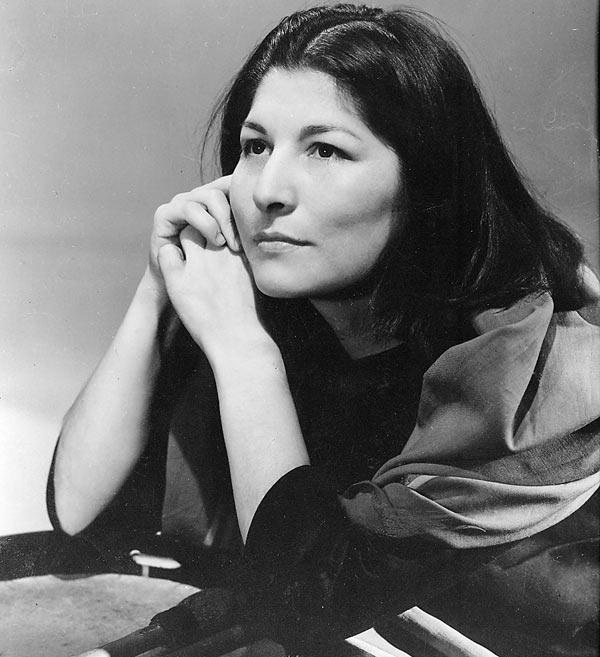
Mercedes Sosa på 1960-talet.

Mercedes är ett kvinnonamn bildat av det spanska ordet merced, som betyder "barmhärtig".

## Personer med namnet Mercedes
- María de las Mercedes av Orleans, spansk drottning
- Mercedes McCambridge, amerikansk skådespelerska
- Mercedes Chilla, spansk friidrottare
- Mercedes Lackey, amerikansk fantasyförfattare
- Mercedes Ruehl, amerikansk skådespelerska
- Mercedes Sosa, argentinsk folksångerska